# 神奈川県立逗子葉山高等学校
神奈川県立逗子葉山高等学校（かながわけんりつ ずしはやまこうとうがっこう）は、神奈川県逗子市桜山にある公立高等学校。

## 概要
神奈川県立逗子高等学校と神奈川県立逗葉高等学校を統合再編し、2023年4月に開校した。 旧逗葉高等学校の校地、設備等を使用している。

## 沿革
- 2023年（令和5年）4月1日 - 開校。

## 交通アクセス
- JR横須賀線東逗子駅 徒歩18分
- JR横須賀線逗子駅・京急逗子線逗子・葉山駅よりバス
京浜急行バス 逗18系統イトーピア中央公園行「逗子葉山高校」下車。
京浜急行バス 逗17系統葉桜団地行「才戸坂上」下車 徒歩8分。

## 著名な出身者
統合前の出身者については